# 94E busz (Budapest)
A budapesti 94E jelzésű autóbusz a Határ út metróállomás és Gyál, Vecsési út között közlekedik, kizárólag munkanapokon, a reggeli és a délutáni csúcsidőszakokban, zónázó gyorsjáratként. Gyálon hurokjárati jelleget betöltve a Kőrösi út – Ady Endre utca – Széchenyi István utca – Vecsési út – Kőrösi út útvonalon tárja fel a települést. A viszonylatot a MÁV Személyszállítási Zrt. üzemelteti.

## Története
A Határ útról Gyálra 94-es jelzéssel még 2002-ben indult gyorsjárat, amely csak csúcsidőben közlekedett.
2006. október 1-jén az 54-es, a 94-es és a 294-es viszonylatok kiváltására három gyorsjáratot és egy expresszjáratot indítottak Gyál és Budapest között. 84-es jelzéssel új járat indult, mely Pestszentimre, központtól a Kisfaludy utcán érte el Gyált. A 89-es jelzésű busz a 294-es busz útvonalán járta körbe Gyált. A 94-es busz több megállóban állt meg, illetve új járat indult 94E jelzéssel, mely a 94-es üzemidején kívül közlekedett és kevesebb megállóban állt meg. 55-ös jelzéssel új alapjárat is indult a Boráros tér és Gyál között. Az 54-es busz változatlan maradt.
A 2008-as paraméterkönyv bevezetésével a 94E jelzés 94E jelzésre változott. A viszonylaton megjelentek a Volvo 7700A típusú buszok is. 2014. május 29-étől a Volánbusz vette át a járat üzemeltetését Volvo 7900A típusú autóbuszokkal.
2018. január 2-ától reggelente a Gyál felé, délután pedig a Budapest felé közlekedő menetek megállnak a Kamiontelep megállóhelynél is.
2019. április 8-ától 2022. május 13-áig az M3-as metróvonal Nagyvárad tér és Kőbánya-Kispest közötti szakaszának felújítása alatt munkanapokon hajnalban 94M jelzéssel a Nagyvárad tér érintésével közlekedett.

## Járművek
A vonalra 2002-es megnyitása óta a BKV Zrt. dél-pesti telephelye ad ki buszokat. A járművek kezdetben átépített Ikarus 280 típusú autóbuszok voltak, ezek egy részét az óbudai telephelyről adták át Dél-Pestre. A buszok FOK-GYEM utastájékoztató rendszert kaptak, valamint kék-ezüst-szürke festésük kívülről is jól megkülönböztethetővé tette hagyományos kivitelű társaiktól. A 2008-as paraméterkönyv bevezetése óta megjelentek a vonalon a csuklós Volvók is, valamint néha eredeti kivitelű Ikarus 280-asokat is beosztottak ide.
2014. május 29-étől kizárólag az alacsony padlós Volvo 7900A autóbuszok közlekedtek a vonalon.
2018 áprilisától egészen 2019 decemberéig a vonalon Volvo 7900A Hybrid csuklós buszok is közlekedtek.
2020 őszétől az új generációs Mercedes-Benz Conecto G csuklós buszok is közlekednek a vonalon.

## Útvonala
| Gyál, Vecsési út felé |
| Határ út M vá. – Határ út – szervizút – Tuba utca – Nagykőrösi út – Gyál, Kőrösi út – Ady Endre utca – Széchenyi István utca – Vecsési út – Gyál, Vecsési út vá. |
| Határ út metróállomás felé |
| Gyál, Vecsési út vá. – Vecsési út – Kőrösi út – Budapest, Nagykőrösi út – Határ út – Határ út M vá.                                                              |

## Megállóhelyei
Az átszállási kapcsolatok között a 294E nincs feltüntetve, mert egymás üzemidején kívül közlekednek.
| 0                                  | 0  | Határ út M végállomás                             | 29 | 29 | 66, 66B, 66E, 84E, 89E, 99, 123, 123A, 142E, 194, 194B 42, 50, 52 626, 628, 629, 660 1080, 1110 | Autóbusz-állomás, Metróállomás, Shopmark bevásárlóközpont |
| 3                                  | 3  | Nagykőrösi út / Határ út                          | 26 | 26 | 54, 55, 66, 66B, 66E, 84E, 89E, 123, 123A, 148, 254E, 255E 3, 52                                |                                                           |
| 10                                 | 10 | Szentlőrinci út (Szentlőrinci út (gyorsétterem))* | 19 | 19 | 36, 54, 55, 84E, 89E, 198, 254E, 255E                                                           | Dél-pesti autóbuszgarázs                                  |
| 11                                 | ∫  | Kamiontelep                                       | ∫  | 17 | 54, 55, 84E, 89E, 254E                                                                          | Kamion parkoló                                            |
| 16                                 | 16 | Pestszentimre vasútállomás (Nagykőrösi út)        | 13 | 13 | 54, 55, 84E, 89E, 166, 254E, 255E, 266 S21                                                      | Városközpont, Vasútállomás                                |
| 18                                 | 18 | Csolt utca                                        | 11 | 11 | 55, 84E, 89E                                                                                    |                                                           |
| 20                                 | 20 | Ár utca (↓) Paula utca (↑)                        | 10 | 10 | 55, 84E, 89E                                                                                    |                                                           |
| 21                                 | 21 | Kalász utca                                       | 9  | 9  | 55, 84E, 89E                                                                                    |                                                           |
| Budapest–Gyál közigazgatási határa |    |                                                   |    |    |                                                                                                 |                                                           |
| 22                                 | 22 | Gyál felső vasútállomás                           | 7  | 7  | 55, 84E, 89E S21                                                                                | Vasútállomás                                              |
| 23                                 | 23 | Ady Endre utca                                    | 5  | 5  | 55, 89E 578, 609                                                                                |                                                           |
| 25                                 | 25 | Rákóczi Ferenc utca                               | ∫  | ∫  | 55 578, 609                                                                                     |                                                           |
| 26                                 | 26 | Széchenyi utca / Ady Endre utca                   | ∫  | ∫  | 55, 84E 578, 609                                                                                |                                                           |
| 27                                 | 27 | Somogyi Béla utca / Széchenyi utca                | ∫  | ∫  | 55, 84E 578, 609                                                                                |                                                           |
| 28                                 | 28 | Bocskai István utca / Széchenyi utca              | ∫  | ∫  | 55, 84E 578, 609                                                                                |                                                           |
| ∫                                  | ∫  | Somogyi Béla utca / Kőrösi út                     | 3  | 3  | 55, 89E 578, 609                                                                                |                                                           |
| ∫                                  | ∫  | Bocskai István utca / Kőrösi út                   | 2  | 2  | 55, 89E 578, 609 S21 (Gyál vasútállomás)                                                        |                                                           |
| ∫                                  | ∫  | Kőrösi út                                         | 1  | 1  | 55 578, 609                                                                                     |                                                           |
| ∫                                  | ∫  | Szent István utca                                 | 0  | 0  | 55 578, 609                                                                                     |                                                           |
| 30                                 | 30 | Gyál, Vecsési út végállomás                       | 0  | 0  | 55, 84E 578, 609                                                                                |                                                           |

*A reggeli órákban az első három járat a Szentlőrinci út helyett a Szentlőrinci út (gyorsétterem) megállóból indul Gyál felé.